# 斑點馬面魨
斑點馬面魨，為輻鰭魚綱魨形目鱗魨亞目單棘魨科的其中一種，為亞熱帶海水魚，西印度洋區，包括留尼旺、模里西斯、馬達加斯加等海域，棲息深度130-150公尺，體長可達22公分，棲息在大陸棚，生活習性不明。

## 扩展阅读
維基物種上的相關：斑點馬面魨